# Улица Красина (Санкт-Петербург)
Улица Кра́сина — улица в Красногвардейском районе Санкт-Петербурга. Соединяет улицу Коммуны и Ржевскую улицу параллельно Рябовскому шоссе. Протяжённость — 1730 м.

## История
Изначально улица проходила только до Пороховского кладбища и с конца XIX века была известна как Гарная дорога. Гарной она называлась из-за того, что была покрыта гарью.
В 1939 году дорога получила название улица Красина, в честь Леонида Борисовича Красина, советского государственного и партийного деятеля.
В 1950-е годы улицу продлили до Капсюльного шоссе, однако позже участок от Капсюльного шоссе до Ржевской улицы вошёл в застройку.
По данным Генерального плана Ленинграда и Ленинградской области на 1987—2005 годы существовала возможность продления улицы Красина на запад, от улицы Коммуны до улицы Потапова.
30 августа 2012 года в целях улучшения транспортной обстановки на Рябовском шоссе и улице Красина было введено одностороннее движение. По Рябовскому шоссе было организовано движение из города, по улицам Ржевской и Красина — в город.

## География
Улица расположена между течениями реки Охты и Горелого ручья, который далее впадает в реку Лубью. На нечётной (северной) стороне улицы Красина располагаются мощности Охтинского химического завода «Пластполимер», территория которого занимает всю нечётную сторону улицы.
Вдоль чётной (южной) стороны расположена парковая зона, Пороховское кладбище (правый берег Лубьи, в месте её слияния с Горелым ручьём), зелёная зона вдоль течения Горелого ручья.

## Здания и сооружения
Нечётная сторона:

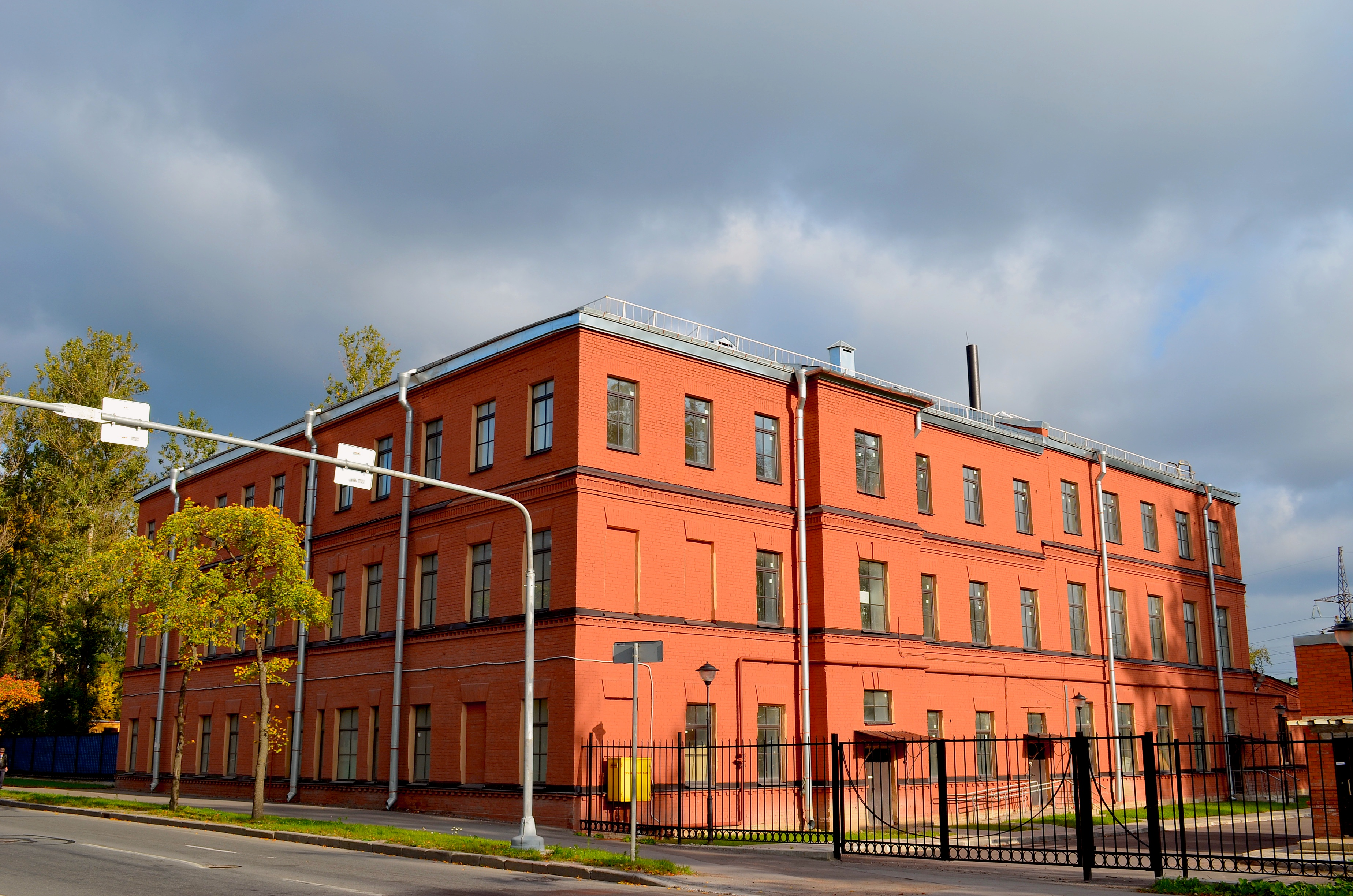
Улица Красина, дом 4 (бывшая Пороховская ремесленная школа)

- Территория Охтинского химического завода «Пластполимер» (юридический и фактический адрес ул. Коммуны, д. 67)

Чётная сторона:
- д. 4 — Научно-лечебный центр Комитета ветеранов подразделений особого риска РФ;
- д.10:

1. ЦПАО Красногвардейского района.
2. Госпиталь Научно-лечебного центра Комитета ветеранов подразделений особого риска РФ.
3. д.10E — часовня лазарета Охтинского порохового завода. Построена в 1912 году под руководством военного инженера В.Я. Симонова.

## Транспорт
Ближайшая станция метро — «Ладожская» (≈ 4,5 км по прямой от пересечения с улицей Коммуны).
Наземный общественный транспорт:
На пересечении с Ржевской улицей:
- Маршрутные такси: № 430, 462Р
- Автобусы: № 30, 124, 164, 290, 462, 530, 622, 625
- Ж/д платформы: Ржевка (890 м)

На пересечении с улицей Коммуны:
- Маршрутные такси: № 430, 462Р
- Автобусы: № 23, 30, 37, 92, 102, 124, 164, 290, 492, 530
- Ж/д платформы: Раздельный Пост (2380 м), Ржевка (3340 м)

## Пересечения
С севера на юг:
- Ржевская улица
- Ковалёвская улица
- Андреевская улица
- улица Коммуны